# نصب الاستقلال (ألبانيا)
نصب الاستقلال هو نصب تذكاري في فلوره، ألبانيا. تم بناؤه لتخليد ذكرى إعلان الاستقلال الألباني، وقام بعمله النحاتين الألبانيين، مونتاز درامي وكريستاك راما. النصب التذكاري موجود في ساحة فلاغز بلازا، بالقرب من المبنى الذي عملت فيه الحكومة الألبانية الأولى في عام 1913. يبلغ طول النصب التذكاري حوالي 17 متر.
يوجد في وسط النصب التذكاري تمثال لـ إسماعيل كمال بك، زعيم الحركة الوطنية الألبانية ومؤسس ألبانيا المستقلة.